# Panagiotis Tsalouchidis
Panagiotis Tsalouchidis - em grego, Γιώτης Τσαλουχίδης - (Veria, 30 de março de 1963) é um ex-futebolista e treinador grego.

## Carreira

### Clubes
Em clubes, Tsalouchidis se destacou no Olympiacos. Jogou também por PAE Veria (duas passagens) e PAOK Tessalônica.

### Seleção Grega
Disputou a Copa de 1994 a única disputada pelo seu país, eliminado já na primeira fase, com três derrotas.

### Treinador
Desde 2015, assumiu o PAE Veria, time de sua cidade natal.